# Нація в поході
«Нація в поході» (с укр. — «Нация в походе») — украинский политический журнал, печатный орган, издававшийся на украинском языке в эмиграции в нацистской Германии в 1939—1941 годах - Павел Скоропадский был основателем и главным редактором журнала . Позже[когда?]

 журнал выходил в Праге.

## История
Среди постоянных авторов журнала были деятели гетманского движения Василий Кужим (главный редактор), Осип Губчак, основатель доктрины «украинского империализма», печатались Осип Назарук, Борис Гомзин, Варфоломей Евтимович, Михаил Емельянович-Павленко, Всеволод Петров, Вадим Щербаковский и другие.